# Simone Léveillé
Pour les articles homonymes, voir Léveillé.
Simone Léveillé, née le 11 septembre 1919 à Moulins et morte le 7 mai 1984 dans la même ville, est une résistante française, officier des services de renseignement de la France libre. Elle agit d'abord dans l'Allier, puis en Berry et, à la fin de la guerre, en Limousin.

## Biographie
Simone Léveillé est la fille de Jean Léveillé, originaire de Souvigny, pâtissier à Moulins, installé 32 rue des Couteliers jusqu'à sa retraite en 1934. Elle a perdu sa mère quand elle avait quatre ans.
Le 18 juin 1940, jour où les troupes allemandes entrent dans Moulins, elle entend l'appel du général de Gaulle et décide de résister comme elle peut à l'occupant. La Ligne de démarcation passe par Moulins, séparant la ville historique, à l'est, du quartier de la Madeleine situé de l'autre côté de l'Allier et des villages qui se trouvent au sud de la ville. Elle obtient assez facilement un laissez-passer pour franchir la ligne vers le sud, parce que sa famille a une propriété à Neuilly-le-Réal ; plus tard, elle obtiendra par ruse un autre laissez-passer pour franchir la rivière par le pont Régemortes. Elle circule à bicyclette, transmet des messages et communique des informations sur les occupants et le trafic ferroviaire.
Dès le printemps 1941, elle est recrutée par les services de renseignement des Forces françaises combattantes (Réseau Kléber), où elle va avoir le grade de lieutenant. Elle fait la liaison entre les renseignements militaires et les réseaux locaux comme celui de Maurice Tinland. Après l'arrestation de Maurice Tinland, le 28 janvier 1944, elle doit quitter Moulins et se réfugie à Bourges ; elle dirige alors le travail de plusieurs agents de renseignement en Berry ; son secteur s'étend ensuite, juste avant la Libération, au Limousin.
Après la guerre, elle ouvre un atelier de couture et vit très discrètement. Elle reçoit la médaille de la Résistance et la croix de guerre des mains de Maurice Tinland, alors maire de Moulins. Elle ne se marie pas, mais adopte deux enfants (Claude, né en 1958, et Christine, née en 1960). Elle s'investit dans la politique municipale ; candidate en 1947 sur une liste menée par Marie Bidault, sœur de  Georges Bidault, elle n'est pas élue. En 1953, elle est élue sur la liste menée par le maire sortant, Maurice Tinland ; elle n'est pas réélue en 1959, mais élue en 1965 sur la liste de Jacques Pligot, maire sortant. Elle ne se représente pas en 1971.

## Distinctions
- Croix de guerre 1939-1945 avec étoile d'argent
- Médaille de la Résistance française[4]

## Hommages
Une rue de Moulins, dans le quartier de la Madeleine, porte son nom. Une exposition a mis en valeur son action dans la tour de la Mal-coiffée, à Moulins, en 2021.